# Juan Marsé
Juan Marsé, nom amb què es coneixia Juan Faneca Roca (Barcelona, 8 de gener de 1933 - Barcelona, 18 de juliol de 2020), fou un novel·lista català en llengua castellana de l'anomenada generació del 50.

## Biografia
Hi ha una versió sobre el seu naixement que explica que la seva mare, Rosa Roca Arans, mor en el part, deixant el taxista Domingo, Mingo Faneca Santacreu, sol amb la seva filla petita i el nouvingut. En el transcurs d'una de les seves carreres coincideix amb el matrimoni Marsé, un matrimoni jove que lamenta no tenir fills: el futur novel·lista serà adoptat poques setmanes després del seu naixement, i passà a dir-se Juan Marsé i Carbó. Però, sembla que la realitat és que el seu pare biològic, Domingo Faneca, i el seu pare adoptiu, Pep Marsé, es coneixien pel fet d'estar ambdós afiliats a Estat Català.
Escriptor autodidacte, considerat un dels novel·listes més importants de la Barcelona de la postguerra, es defineix a si mateix com a novel·lista català que escriu en castellà. Ha evolucionat des de postures testimonials fins a la preocupació formal, posant sempre l'accent, però, en l'explicació d'una història que, sovint, s'emmarca en els ambients barcelonins dels anys cinquanta. Pertany a la promoció de joves escriptors que entre 1955 i 1970 procuren la superació de la narrativa espanyola i de les tècniques vigents en el seu temps, des de la visió crítica de la realitat espanyola que els va tocar viure. Se'l relaciona amb autors com Luis Martín-Santos, Juan i Luis Goytisolo, Juan García Hortelano o Antonio Ferrés, amb qui comparteix algun dels seus caràcters narratius. No obstant això, la seva personalitat de narrador es distingeix com a única, diferent. Ni tan sols podem enquadrar-lo en el realisme màgic, potser el corrent al qual més s'apropa la seva producció.
Els seus primers anys transcorren entre Barcelona i dos pobles del Penedès on vivien els seus avis, Sant Jaume dels Domenys i l'Arboç. Va anar a una escola de barri, Col·legi del Diví Mestre, fins al 1946. Va ser un pèssim estudiant, passava gairebé tot el temps jugant al carrer i descobrint els escenaris que amb el pas dels anys configuren el seu particular territori literari: Gràcia, el Guinardó o la Muntanya del Carmel. El seu entorn, amb prou feines li aportà vivències culturals; l'origen del seu món estètic i literari es conforma de novel·les d'aventures que l'entusiasmen i, sobretot, de la màgia del cinema estatunidenc de l'època, una cosa que l'atreu irresistiblement.
La seva família pertany al bàndol dels vençuts; el mateix Marsé es declara «voyeur de l'anarquisme»: «forma part de la meva memòria històrica, de l'entorn de la meva família durant la guerra i després de la guerra. El meu pare Marsé havia estat d'Esquerra, després del PSUC, però sempre va ser un militant atípic, anava per lliure. Ell no era exactament anarquista. Era un resistent».
Als tretze anys entrà a treballar en un taller de joieria. El 1958 començà a escriure a les revistes Ínsula i El Ciervo, i el 1959 obtingué el premi Sésamo per la seva narració Nada para morir.
Durant el servei militar a Ceuta, als 22 anys, comença a elaborar la seva primera novel·la: Encerrados con un solo juguete (1959), i després marxà a París, sembla que aconsellat per Jaime Gil de Biedma. Allà es guanya la vida fent diversos oficis i viu en contacte amb els exiliats espanyols. En un d'aquests oficis, al Departament de Bioquímica Cel·lular de l'Institut Pasteur, coneix Jacques Monod, premi Nobel, d'ideologia comunista, amb qui de vegades dialogava sobre la situació de l'Espanya franquista. Comença la seva relació amb el PCE perquè «era l'únic que feia alguna cosa contra Franco».
El 1962 publicà Esta cara de la luna (1962), ja de tornada a Barcelona. Es casa el 1966 amb Joaquina Hoyas, amb la qual tindrà dos fills, Alejandro, que neix el 1968, i Berta, el 1970. Ja del tot segur de la seva vocació literària, abandona el seu ofici de joier i comença a treballar en col·laboracions per a editorials, traduccions, columnes en diaris i revistes i diàlegs per a cinema, al costat de Juan García Hortelano, gran amic seu.
A partir de Últimas tardes con Teresa (1966), premi Biblioteca Breve i la seva primera gran obra, on hi apareix l'esplèndid personatge Pijoaparte, i La oscura historia de la prima Montse (1970), començà a obtenir un notable èxit. L'estil d'aquestes novel·les recull elements de la literatura social, del seu ambient, de la Barcelona de postguerra, i de la seva temàtica, de la interrelació entre elements de diferents capes socials. Tot això caricaturitzat.
Entre 1970 i 1972, ja recolzat per un gran èxit, en plena maduresa creadora, escriu la seva novel·la més valorada i una de les més brillants de tota la narrativa castellana de la postguerra: Si te dicen que caí (1973). A través d'un fabulós recorregut per la seva infantesa, Marsé, recrea la realitat històrica que li interessa rescatar —l'etapa de la postguerra espanyola—, a fi de revelar aquesta actitud crítica davant la realitat sociològica, que constitueix la clau interpretativa de tota la seva obra. Hagué de publicar-la a Mèxic,on va aconseguir el premi México, a causa de la prohibició a Espanya per part de la censura franquista.
Segueixen La muchacha de las bragas de oro, premi Planeta del 1978 i Ronda del Guinardó (1984), premi Ciutat de Barcelona de literatura castellana del 1985, any en què sofreix un infart i ha de sotmetre's a una delicada intervenció quirúrgica.
El 1990 obtingué el premi Ateneo de Sevilla per El amante bilingüe, una obra sarcàstica sobre els conflictes lingüístics a Catalunya. El 1993 aparegué El embrujo de Shanghai, una autoparòdia de les seves primeres novel·les en què Marsé recupera el món gris de l'Espanya de postguerra, per la qual li foren atorgats els premis de la Crítica i el premi Europa. Les seves últimes obres publicades són: Rabos de lagartija 2001, La gran desilusión (2004) i El amante bilingüe (2005) i Esta puta tan distinguida (2016).
El 2008 li fou concedit el Premi Cervantes, el guardó més important de la llengua castellana.
El 18 de febrer de 2015 l'editorial barcelonina Anagrama va publicar la primera biografia d'investigació centrada en la figura del novel·lista Juan Marsé: Mientras llega la felicidad, obra de Josep Maria Cuenca.
Bona part de les seves obres han estat portades al cinema.
Mort als 87 anys, a Barcelona, el 18 de juliol de 2020. Se'n feu el funeral el dia 21 i fou incinerat l'endemà.

## Reconeixements

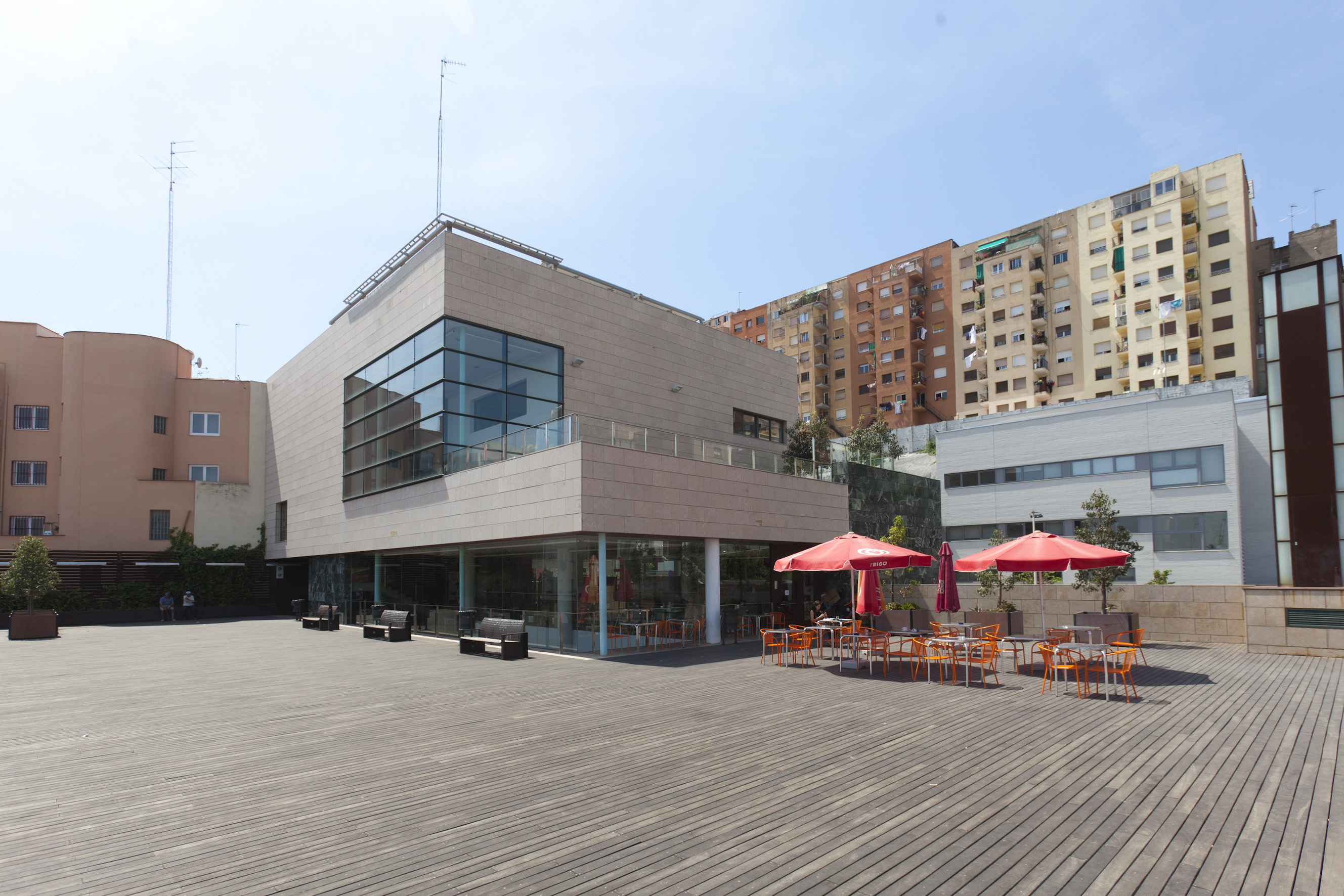
La Biblioteca Juan Marsé

El 2003 s'inaugura al barri barceloní del Carmel una biblioteca pública amb el seu nom (Biblioteca el Carmel - Juan Marsé).

## Obres
Novel·les
- Encerrados con un solo juguete (Seix Barral - 1961). Finalista Premi Biblioteca Breu Seix Barral (desert), 1960.
- Esta cara de la Luna (Seix Barral - 1962).
- Últimas tardes con Teresa (Seix Barral - 1966). Premi Biblioteca Breu Seix Barral, 1965. És l'obra de Juan Marsé que més s'identifica amb el Carmel. En aquesta novel·la el barri és dibuixat com un suburbi de la ciutat.[12]
- La oscura historia de la prima Montse (Seix Barral - 1970).
- Si te dicen que caí (Novaro, México, - 1973). Premi Internacional de Novel·la a Mèxic, 1973.
- La muchacha de las bragas de oro (Planeta - 1978). Premi Planeta, 1978.
- Un día volveré (Plaza y Janés - 1982).
- Ronda del Guinardó (Plaza y Janés - 1984). Premi Ciutat de Barcelona, 1985.
- El amante bilingüe (1990). Premio Ateneo de Sevilla, 1990.
- El embrujo de Shanghai (Plaza y Janés - 1993). Premi de la Crítica, 1994. Premi Aristeion, 1994.
- Las mujeres de Juanito Marés (Espasa-Calpe - 1997).
- Rabos de lagartija (Areté - 2000). Premi de la Crítica 2001, i Premi Nacional de narrativa de les Lletres Espanyoles.
- La gran desilusión (Seix Barral - 2004).
- Canciones de amor en Lolita's Club (Editorial Lumen - 2005).
- Caligrafía de los sueños (2011, Lumen)
- Noticias felices en aviones de papel (2014, Lumen)
- Esa puta tan distinguida (2016, Lumen)

Relats
- La fuga de río Lobo (Destino, 1985)
- Teniente Bravo (Plaza & Janés, 1986)
- Cuentos completos (Espasa-Calpe - 2002)

Articles periodístics
- Señoras y señores (Punch, 1975; Tusquets,1987)
- Confidencias de un chorizo (Planeta, 1977)

## Altres premis[13]
- 1959: Premi Sésamo de Cuentos. Amb Nada para morir.
- 1997: Premi de literatura Juan Rulfo.
- 1998: Premi Internacional de Literatura Romance de la Unión Latina.